# Стехново (Выборская волость)
Стехно́во — деревня в Новоржевском районе Псковской области России. Входит в состав Выборской волости.
Находится в центре области и расположена в 17 км к северо-западу от города Новоржев.
Численность населения по состоянию на конец 2000 года составляла 306 жителей.

## История
С 1995 до 2015 года была центром одноимённой Стехновской волости.

## Население
| 2001 | 2002 | 2010 |
| ---- | ---- | ---- |
| 306  | ↘212 | ↘191 |